# 莱布瓦当茹
莱布瓦当茹（法語：Les Bois d'Anjou，法語發音：[le bwa dɑ̃ʒu] ⓘ）是法国曼恩-卢瓦尔省的一个市镇，属于索米尔区。

## 地名
“莱布瓦当茹”（Les Bois d'Anjou）一名在法语中意为“安茹的树林”。

## 历史
莱布瓦当茹成立于2016年1月1日，由3个市镇合并而成：
- 布里永（Brion）
- 方丹盖兰（Fontaine-Guérin）
- 圣乔治迪布瓦（Saint-Georges-du-Bois）

其中政府驻地为方丹盖兰。

## 地理
莱布瓦当茹（47°29'16"N, 0°11'17"W）面积60.22 平方千米，位于法国卢瓦尔河地区大区曼恩-卢瓦尔省，该省份为法国西部内陆省份，大致对应安茹地区，北起顺时针与马耶讷省、萨尔特省、安德尔-卢瓦尔省、维埃纳省、德塞夫勒省、旺代省、大西洋卢瓦尔省和伊勒-维莱讷省接壤。
与莱布瓦当茹接壤的市镇（或旧市镇、城区）包括：安茹地区博热、安茹地区博福尔、塞迈斯、马泽-米隆、拉朗德沙勒、隆盖-瑞梅勒。
莱布瓦当茹的时区为UTC+01:00、UTC+02:00（夏令时）。

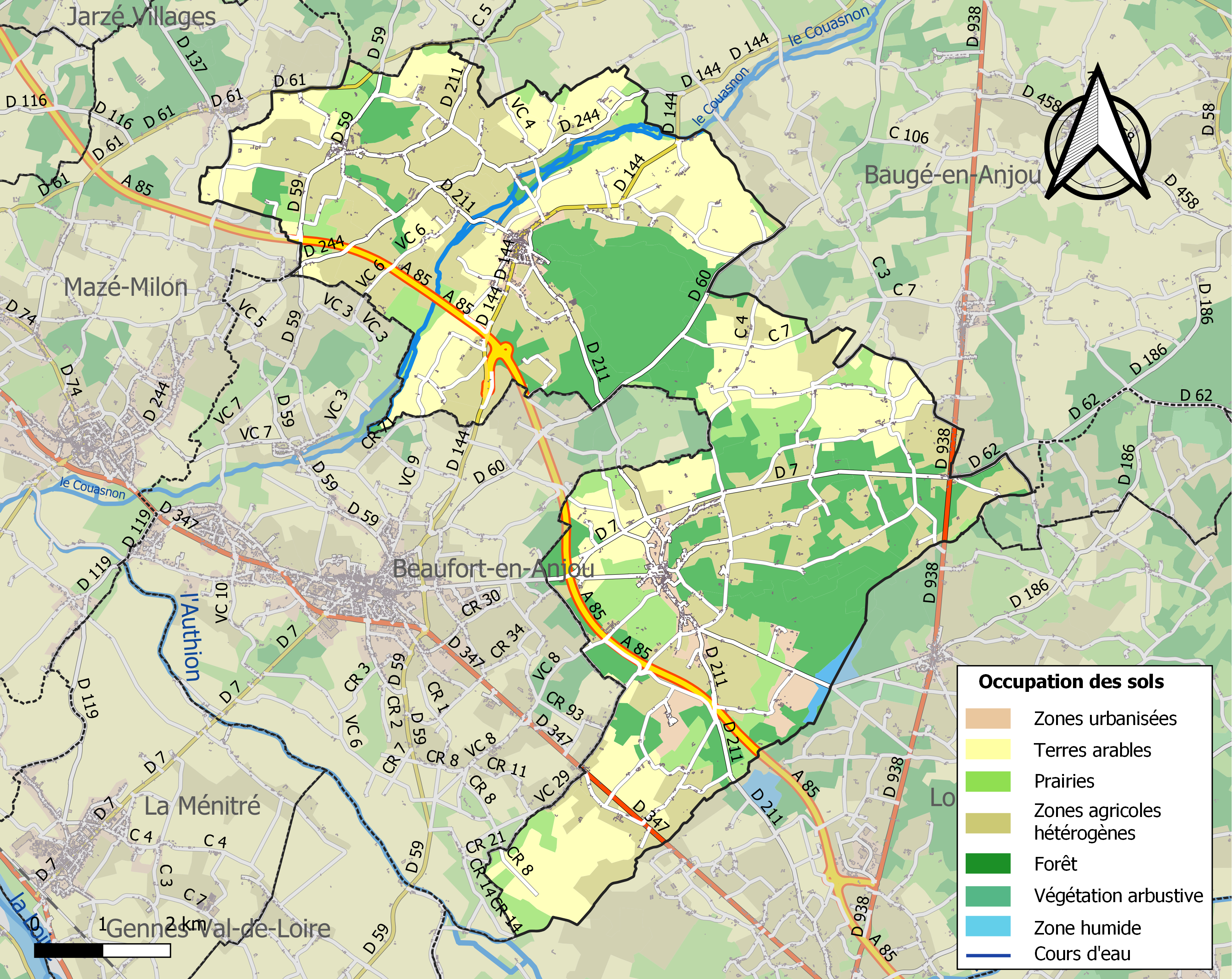
莱布瓦当茹的OSM定位图

## 行政
莱布瓦当茹的邮政编码为49250，INSEE市镇编码为49138。

## 政治
莱布瓦当茹所属的省级选区为安茹地区博福尔县。莱布瓦当茹的现任市长为桑德罗·让德龙（Sandro Gendron）先生，任期为2020-2026年。

## 人口
莱布瓦当茹于2022年1月1日时的人口数量为2531人。